# Sankt Nikolaus kyrka, Šilopaj
Sankt Nikolaus kyrka (serbisk kyrilliska: Црква Светог Николе; latinska: Crkva Svetog Nikole) är en serbisk-ortodox kyrkobyggnad belägen i byn Šilopaj i staden Gornji Milanovac, i regionen Šumadija i centrala Serbien.
Kyrkan är helgad åt Sankt Nikolaus och tillhör Žičas stift.

## Historik
Sankt Nikolaus kyrka i Šilopaj började att byggas i juli 1936 och stod klar 1939.

## Bilder

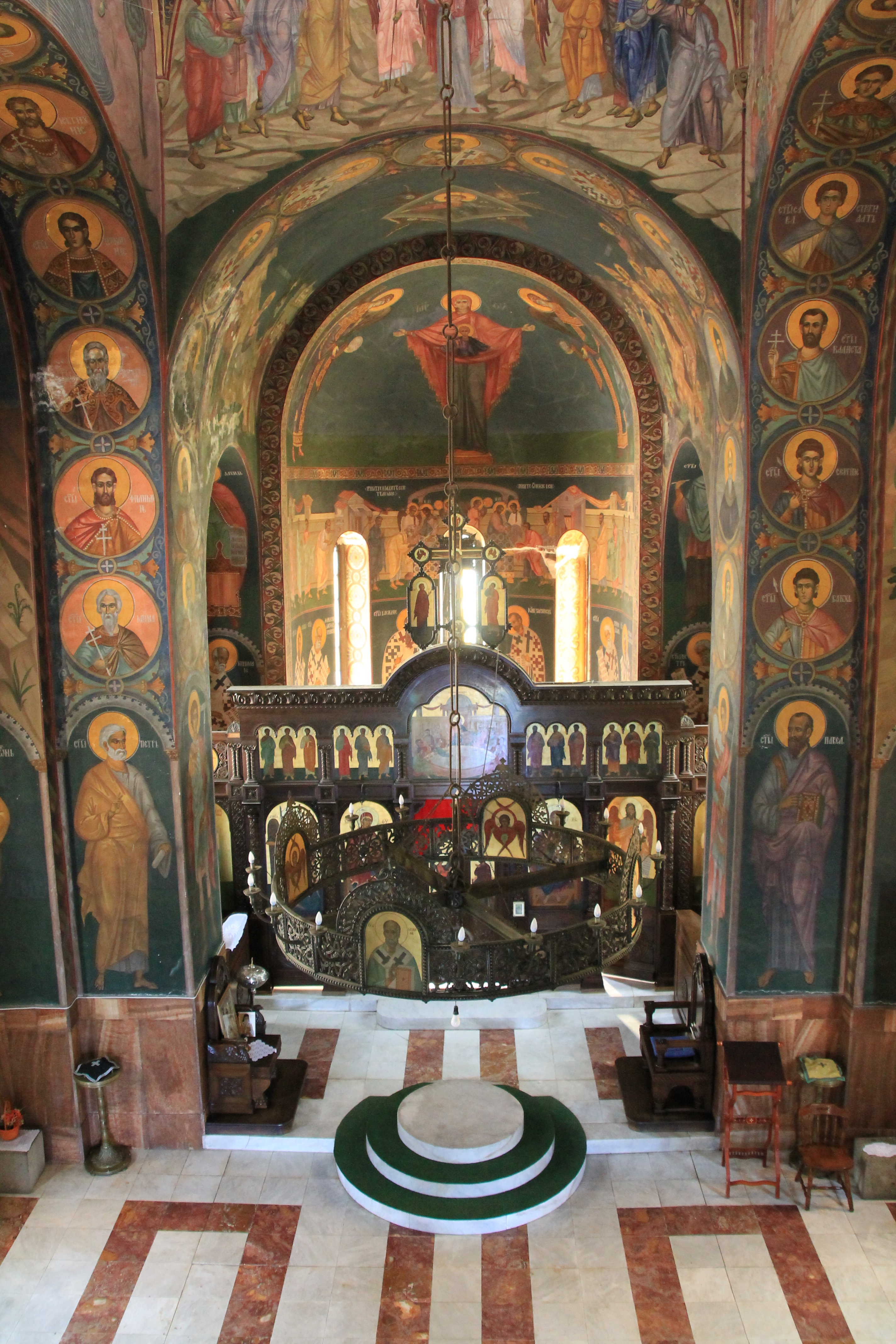
Kyrkans interiör mot ikonostasen.
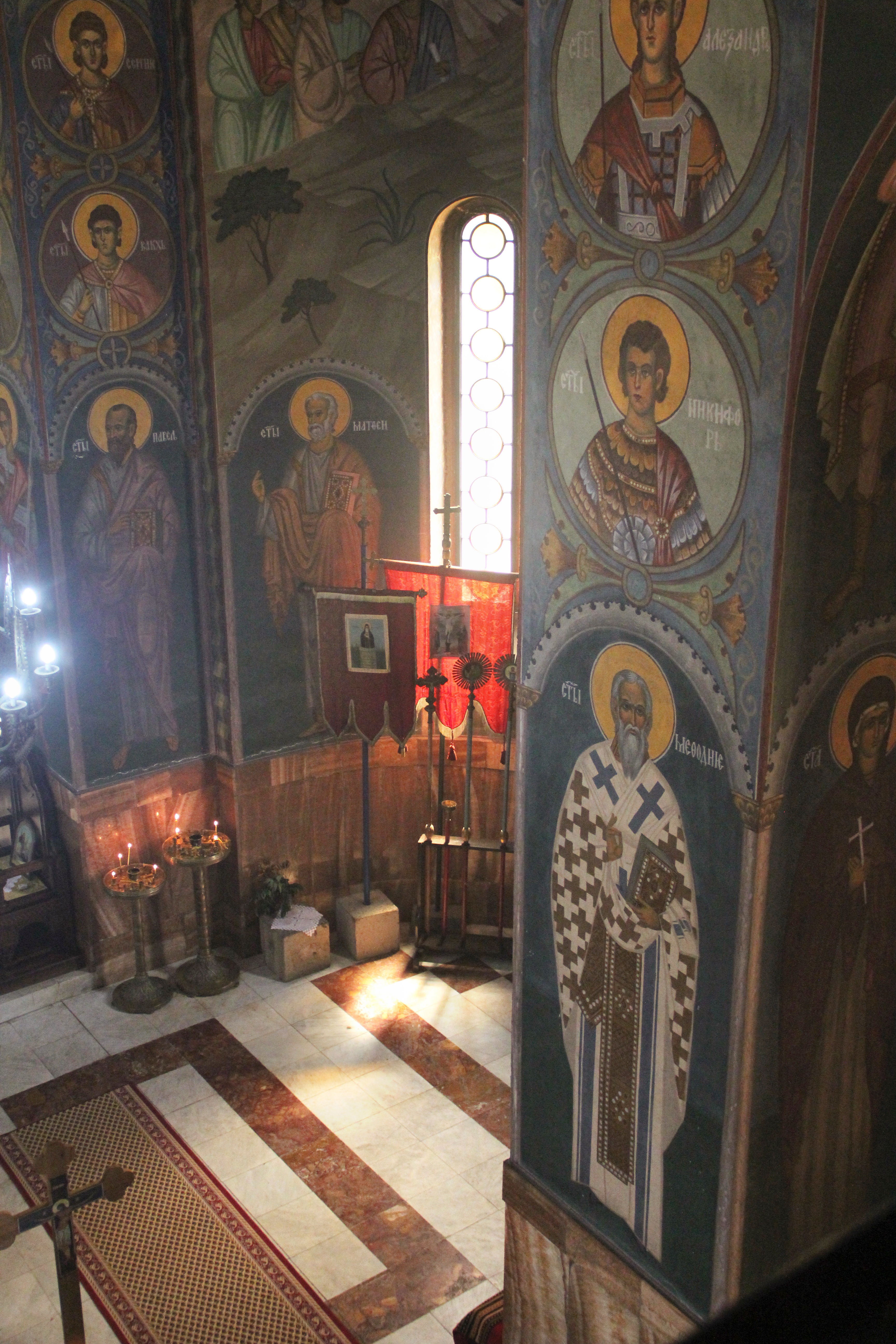
Interiören.
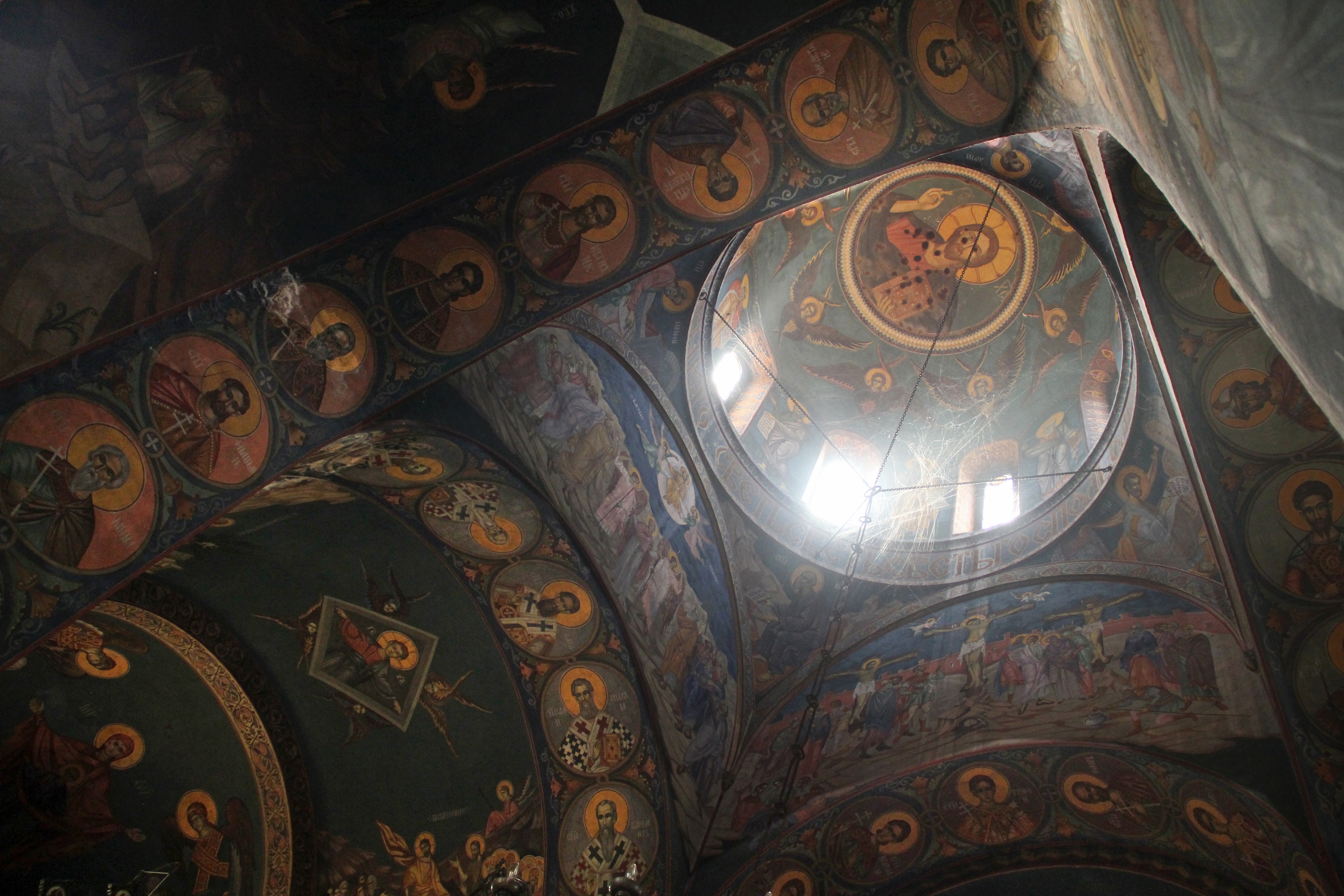
Interiören mot kupolen.